# Рамирес, Онофре
Онофре Рамирес (исп. Onofre Ramírez; род. 5 сентября 1960) — никарагуанский боксёр и судья. Участник летних Олимпийских игр 1980 года.

## Биография
Онофре Рамирес родился 5 сентября 1960 года.
В 1980 году вошёл в состав сборной Никарагуа на летних Олимпийских играх в Москве. В весовой категории до 51 кг в 1/16 финала проиграл единогласным решением судей Петру Лесову из Болгарии — 0:5.
С 2000 года работает судьёй профессиональных боксёрских поединков в Никарагуа, в которых в том числе разыгрывали национальные и международные титулы. По состоянию на май 2024 года был рефери 848 боёв.
Живёт в Манагуа.